# Соединённые княжества Молдавии и Валахии
Соединённые кня́жества Молда́вии и Вала́хии (Соединённые княжества Молдовы и Валахии, рум. Principatele Unite ale Moldovei și Țării Românești) — государственное образование, возникшее в 1859 году после объединения Дунайских княжеств. Образовалось после коронации Александру Иоана Кузы в Молдавском и Валашском княжествах. 11 декабря [23 декабря] 1861 в воззвании к населению Куза провозгласил создание единого государства Румыния. Являлось вассальным государством Османской империи.
В ходе Русско-турецкой войны 1877—1878 годов государство провозгласило независимость и было признано в 1878 году. В 1881 году после провозглашения Кароля I королём на территории государства возникло Королевство Румыния.

## Территория и демография

### Территория

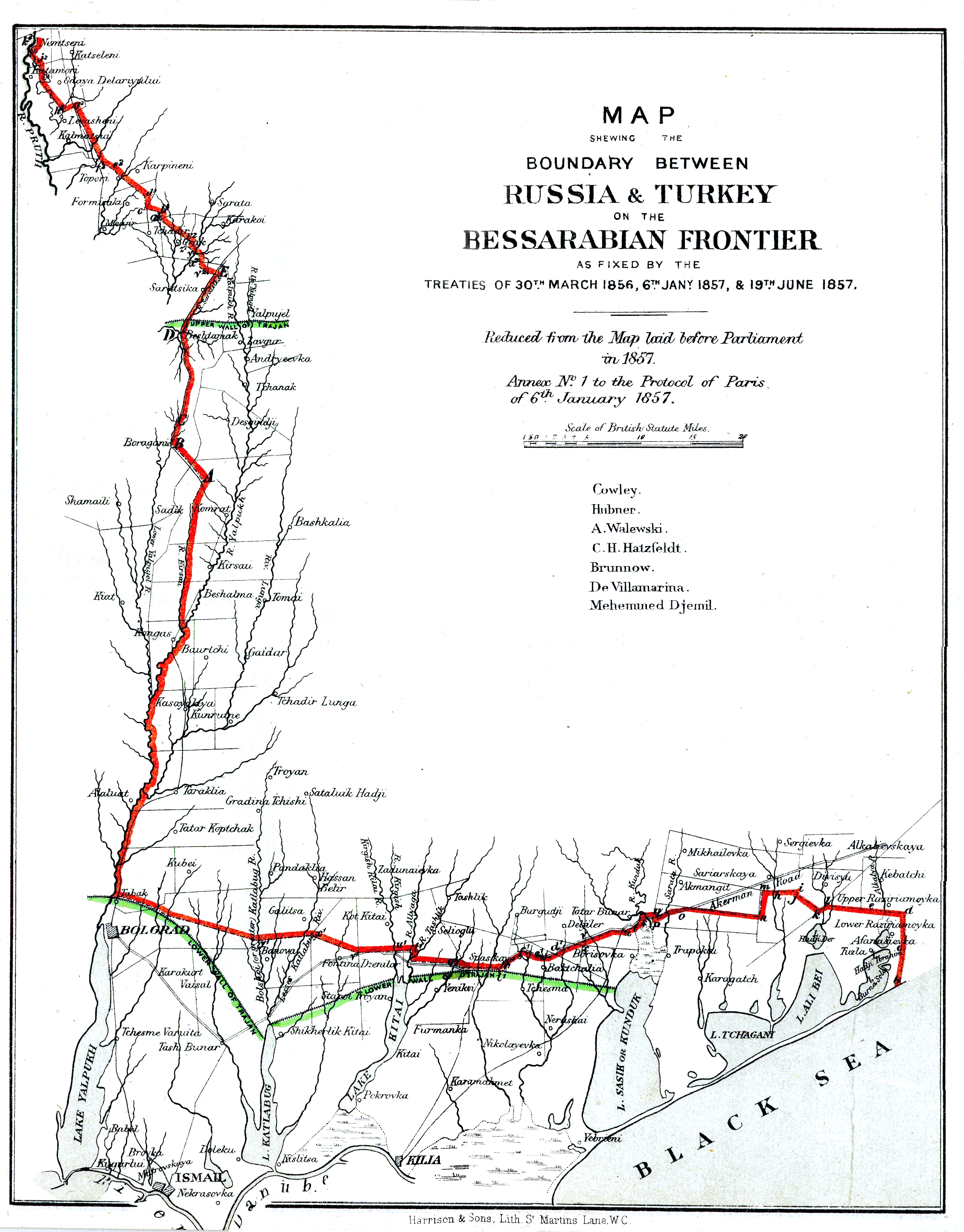
Узкий участок земли у Чёрного моря, принадлежавший Соединённым княжествам Молдавии и Валахии с 1859 по 1877 год

Соединённые княжества Молдавии и Валахии полностью находились в Европе. Их восточная граница пролегала по реке Прут, а на юге проходила по линии Болград — Кагул — озеро Сасык — Чёрное море. Одновременно внутренняя административная граница с Османской империей проходила по реке Дунай на юге. Таким образом, княжества имели узкую полосу земли между Дунаем и границей с Россией, которая тянулась от городов Галац и Брэила до Чёрного моря. На юге административная граница с Османской империей проходила строго по реке Дунай. У Баната румынская граница поворачивала на северо-запад, где соприкасалась с Трансильванией. Далее она шла строго по вершинам Карпато-дунайских гор, сначала поворачивая на восток, а затем на север. В районе Буковины румынско-австрийская граница шла на восток до верховья реки Прут.
За время существования Соединённых княжеств румынская граница один раз менялась. Это произошло после Русско-турецкой войны 1877—1878 годов, когда от Османской империи была получена Северная Добруджа, а Российской империи была передана Южная Бессарабия. Теперь румынская граница с Российской империей на юго-востоке проходила по Килийскому гирлу дельты Дуная до Чёрного моря. С Болгарией новая граница пролегала от реки Дунай по прямой линии до моря. Соединённые княжества имели внешние границы с Австро-Венгрией на западе, северо-западе и севере, а также с Россией на востоке. На юго-востоке они омывались Чёрным морем. До 1877 года княжества имели общую внутреннюю границу с Османской империей, с 1877 года они стали независимыми княжествами, а на юге образовалась Болгария.

### Административно-территориальное деление
Соединённые княжества Молдавии и Валахии делились на жудецы. Такое деление исторически сложилось ещё в XV веке. В XIX веке сложилась система административно-территориального деления Румынии, использующаяся и сейчас. Сами княжества с 1859 по 1861 год делились на две составные части: Молдову и Валахию, которые в свою очередь делились на жудецы. В 1861 году княжества окончательно объединились. В составе Соединённых княжеств административным центром Молдовы были Яссы, а Валахии — Бухарест.

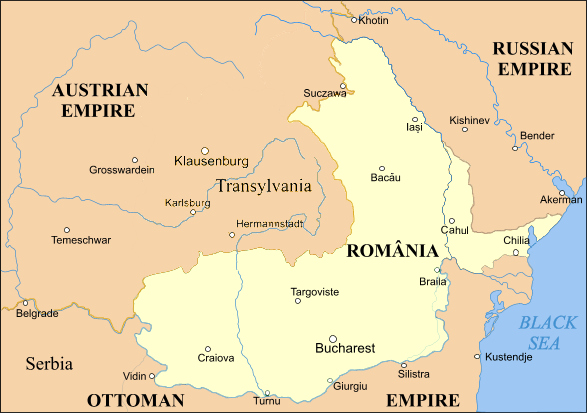
Соединённые княжества Молдавии и Валахии (светло-жёлтый) и Трансильвания (оранжевый) с 1859 по 1877 год

 В Валахии находились жудецы Арджеш (центр в Куртя-де-Арджеш), Брэила (центр — Брэила), Бузэу (центр — Бузэу), Вылча (центр — Вылча), Горж (центр — Горж), Джурджу (центр — Джурджу), Долж (центр — Крайова), Дымбовица (центр — Тырговиште), Илфов (центр — Бухарест), Кэлэраши (центр — Кэлэрашь), Мехединци (центр — Турну-Северин), Олт (центр — Слатина), Прахова (центр — Плоешть), Телеорман (центр — Александрия) и Яломица (центр — Слобозия). После 1877 года к Соединённым княжествам присоединилась Добруджа, где были образованы жудецы Констанца (центр — Констанца) и Тулча (центр — Тулча).
В Молдове находились жудецы Бакэу (центр — Бакэу), Васлуй (центр — Васлуй), Вранча (центр — Вранча), Галац (центр — Галац), Нямц (центр — Пятра-Нямц) и Яссы (центр — Яссы). До 1877 года в состав княжеств входила также Южная Бессарабия (Буджак), где находились жудецы Измаил с центром в Измаиле, Болград (центр — Болград) и Кагул (центр — Кагул).

### Население
Общая численность населения Соединённых княжеств в 1861 году составляла 3 900 000 человек, в 1870 — 4 300 000 человек, в 1880 — 4 500 000 человек. Из них в Бухаресте проживало 121 734 человек, а в Яссах — 65 754 человека. Таким образом, с момента объединения Дунайских княжеств до момента провозглашения королевства Румыния численность населения государства возросла на 600 000 человек.

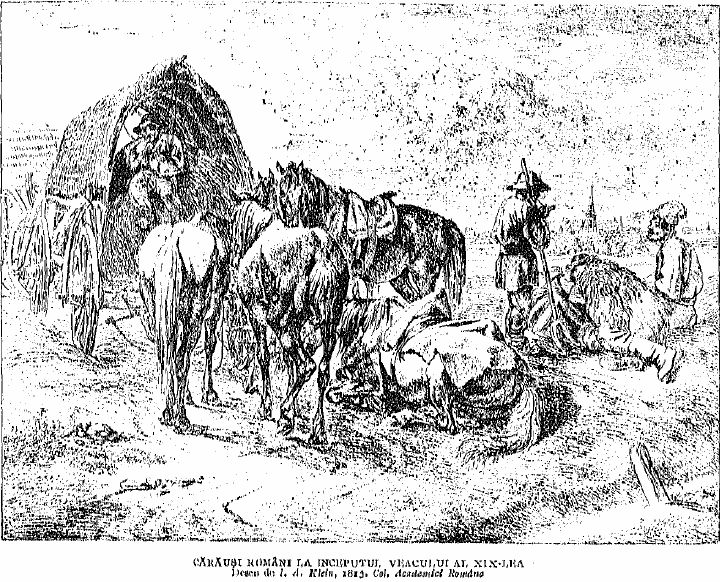
Румынские крестьяне в конце XIX века

 Основу населения составляли румыны. Также в Соединённых княжествах проживали такие национальности, как болгары (на северном берегу Дуная), венгры (на границе с Австро-Венгрией) и секеи, русские-липоване (в дельте Дуная), сербы (на западной границе страны), евреи и другие национальности. К 1866 году на территории Соединённых княжеств 94,9 % населения принадлежали к Румынской православной церкви, 3 % исповедовали иудаизм, 1 % принадлежал Румынской католической церкви, 0,7 % являлись протестантами, 0,2 % принадлежали Армянской апостольской церкви, ещё 0,2 % — Армянской католической, и незначительное число населения (1300 человек) являлись мусульманами. В Южной Бессарабии проживали липоване-старообрядцы, переселившиеся сюда в конце XVII века.

## Политическая история

### Создание государства

#### Предыстория
С момента образования Молдавского княжества и Валахии эти два государства имели тесные культурные и экономические связи. Позже княжества получили название «Дунайских», так как оба располагались на реке Дунай. В 1600 году вместе с Трансильванией были объединены валашским господарем Михаем Храбрым в единое княжество, которое в том же году и распалось.
Молдавское княжество попало в зависимость от Османской империи позже Валахии. В составе Турции оба государства имели одинаковый статус вассалов империи. В ходе Русско-турецкой войны 1828—1829 годов Дунайские княжества добились автономии в составе Турции. После войны находились под российским протекторатом. Управление княжествами было возложено на Павла Дмитриевича Киселёва, при котором в государствах были проведены крупные реформы. В 1830-х годах началось формирование румынской нации. Жители Дунайских княжеств, которые за годы правления Киселёва сильно сблизились друг с другом — влахи, молдаване, банатцы и так далее. Тогда же началось формирование современного румынского языка и румынской культуры.

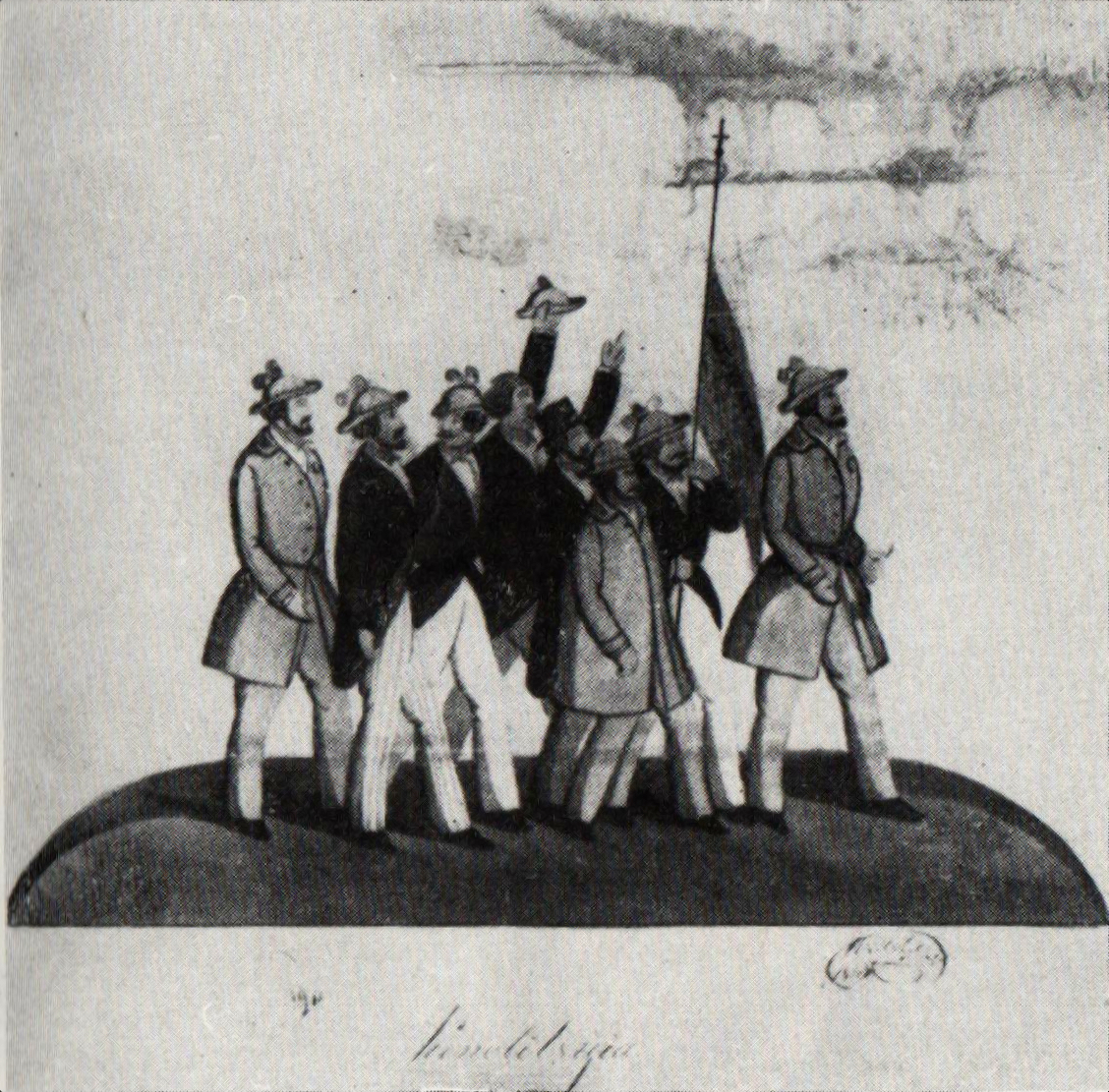
Шествие валашских революционеров с румынским триколором

 В 1834 году Киселёв был отстранён от управления княжествами. Вместо него в Валахию турецким султаном был назначен Александр II Гика, а господарем Молдавского княжества стал Михаил Стурдза. При этих двух господарях Дунайские княжества охватил всесторонний социальный, политический и экономический кризис. В обоих княжествах началась борьба за власть между господарями и боярской оппозицией, которые пытались взять всю полноту власти в свои руки. Интересы населения не учитывались, подчас ему наносился ущерб от политических споров. В такой ситуации в 1840-х годах в странах начали формироваться тайные молодёжные общества, которые ставили перед собой цель изменить в странах власть. Иногда в программы организаций вносился пункт об объединении Дунайских княжеств в единое государство. В 1848 году, после начала февральской революции во Франции, начались народные волнения в Валахии и Молдавии.
В марте молдавскими революционерами была предпринята попытка совершить революцию в Молдавском княжестве, но она провалилась. Выступления ограничились сооружением баррикад перед гостиницей «Петербург» в Яссах и переделом барских земель крестьянами. Власть по-прежнему оставалась в руках Стурдзы. Больший размах приобрели народные выступления в Валахии. Там революционерам удалось бескровно взять власть в свои руки, созвать органы государственного управления и начать проведение реформ. Дважды боярская оппозиция предпринимала попытки государственного переворота, которые провалились. Реформы, проводимые новой властью, тоже не удались. После полугодовой анархии в княжество были введены российские и турецкие войска, которые штурмом взяли Бухарест и подавили революцию. Стоит отметить, что валашские революционеры собирались объединить Дунайские княжества в единое государство, но на первый план выносилось проведение демократических реформ.
С 1848 по 1859 год в княжествах установилась реакция. Несмотря на это, турецкие власти пошли на уступки, разрешив проведение важнейших реформ. Молдавские и валашские реакционисты, принимавшие участие в революции, бежали за границу. Там они поставили перед собой новую цель: объединить княжества.

#### Объединение княжеств

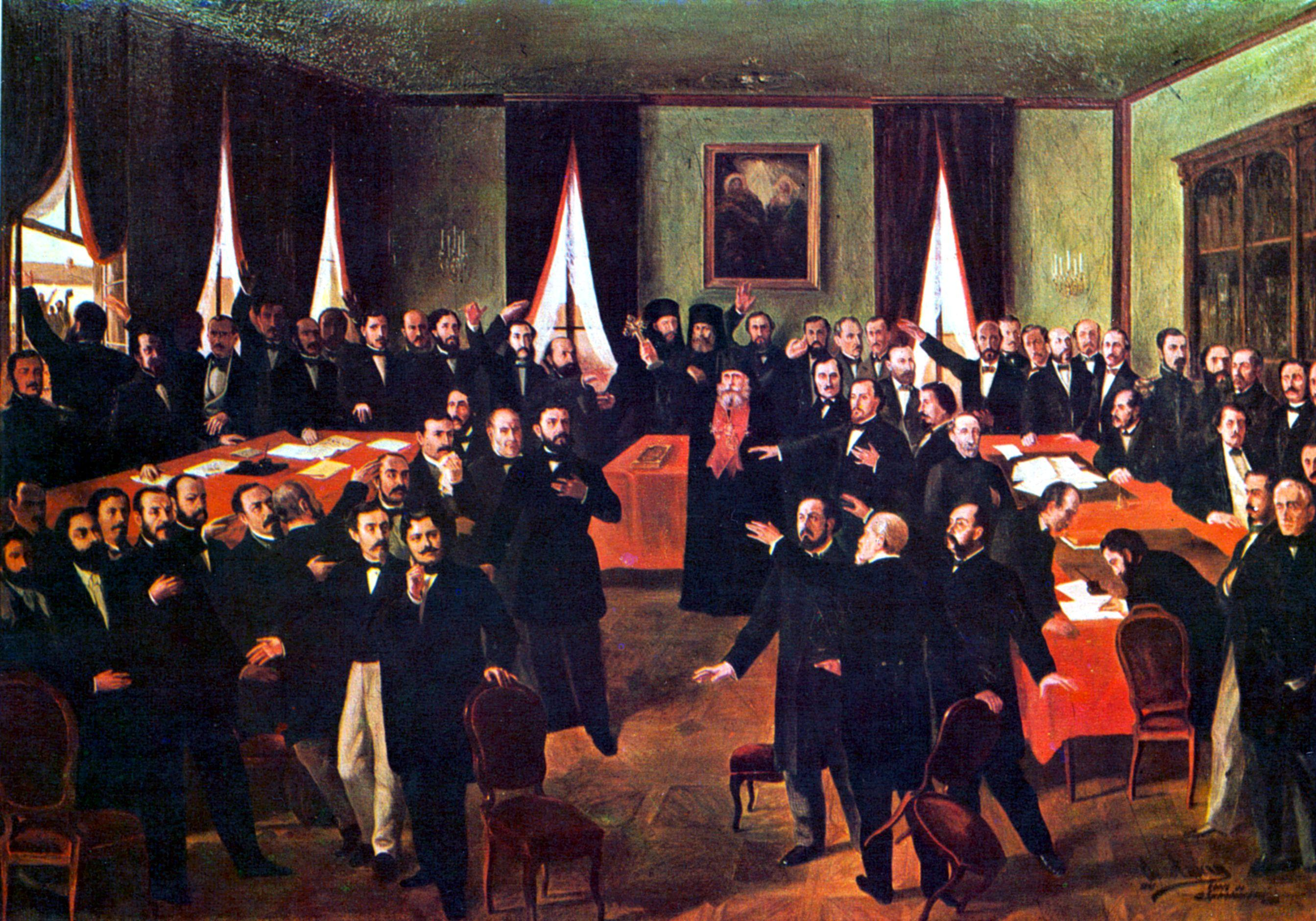
Провозглашение объединения Молдавского княжества и Валахии

После поражения Российской империи в Крымской войне страны Западной Европы хотели полностью лишить её влияния в Дунайских княжествах. Великобритания и Франция желали подчинить себе в Юго-Восточной Европе — Молдавское княжество и Валахию. Из этих княжеств в Великобританию вывозилось зерно, поэтому та зависела от Дунайских княжеств и хотела полностью контролировать ситуацию в них. Для этого Российскую империю лишили выхода к важной европейской судоходной реке — Дунаю, передав города Рени, Болград и Измаил Молдавскому княжеству.
Кроме этого, разрабатывался проект объединения Дунайских княжеств под эгидой западных великих держав. Планировалось создать единое государство, отторгнув Валахию и Молдавию от Османской империи. Первые шаги к объединению княжеств были предприняты в 1858 году во Франции. Обоим княжествам было разрешено иметь общий верховный суд, армию, специальный комитет для введения новых законов, единые монетную, почтовую и таможенную системы. Однако господари и представительные собрания (парламенты) в каждом княжестве оставались разные. Позже для обоих княжеств планировалось найти единого подконтрольного европейским империалистам господаря, а именно — лояльного к Великобритании и Франции.
Однако прежде чем европейские державы нашли нового монарха, в 1859 году сначала в Молдавском княжестве, а затем в Валахии прошли выборы господаря. Им был выбран один и тот же человек — Александру Иоан Куза, что противоречило французской и британской политике. Выборы господаря в обоих княжествах сопровождались массовыми беспорядками и крестьянскими восстаниями. В Валахии во время заседания представительного собрания, на котором голосованием избирался монарх, жители Бухареста окружили здание парламента с требованиями избрать того же господаря, что и в Молдове.
Выборы господаря в Валахии и Молдавии вызвали резкий протест по всей Европе. Османская империя, Великобритания, Франция и Австро-Венгрия отказались признавать выборы легитимными. Турция начала приготовления к войне против Дунайских княжеств, на южный берег Дуная и в Добруджу стягивались войска. Турцию поддержала Австро-Венгрия, которая тоже начала выдвижение войск в Трансильванию. Франция и Российская империя выразили протест этим двум государствам, призвав прекратить манёвры войск у границ Дунайских княжеств. В такой ситуации Османская империя и Австро-Венгрия вынуждены были прекратить подготовку к войне. Одновременно к войне готовились и новообразованные Соединённые княжества, которые готовились провозгласить независимость от Османской империи. Войска Соединённых княжеств стягивались к границе с Сербией. Сербские и черногорские дипломаты вели в Бухаресте консультации о возможности совместных военных действий против Турции.
Напряжённая ситуация в княжествах сохранялась на протяжении двух лет. Новые Соединённые княжества Молдавии и Валахии в последующие годы были признаны только вассалом Османской империи и только рядом государств. В 1861 году Османская империя признала существование на её территории нового субъекта. С 1861 по 1877 год Соединённые княжества являлись вассалом Османской империи.
В 1862 году Сербия начала приготовления к войне с Турцией. Она закупила у Российской империи большое количество оружия. Соединённые княжества во главе с Александру Кузой предоставили свою территорию для перевоза оружия в Сербию. Однако нелегальный перевоз оружия через вассальное государство Османской империи был замечен турецким правительством. Турецкий султан потребовал передать оружие Османской империи, вновь направив к Дунаю 3000 кавалеристов. Разразился международный дипломатический скандал. Несмотря на это, Куза не пошёл на уступки туркам. Оружие было доставлено в Сербию, а Соединённые княжества значительно укрепили свои позиции на международной арене.

### Правление Александру Кузы

#### Политический кризис 1861—1864 годов

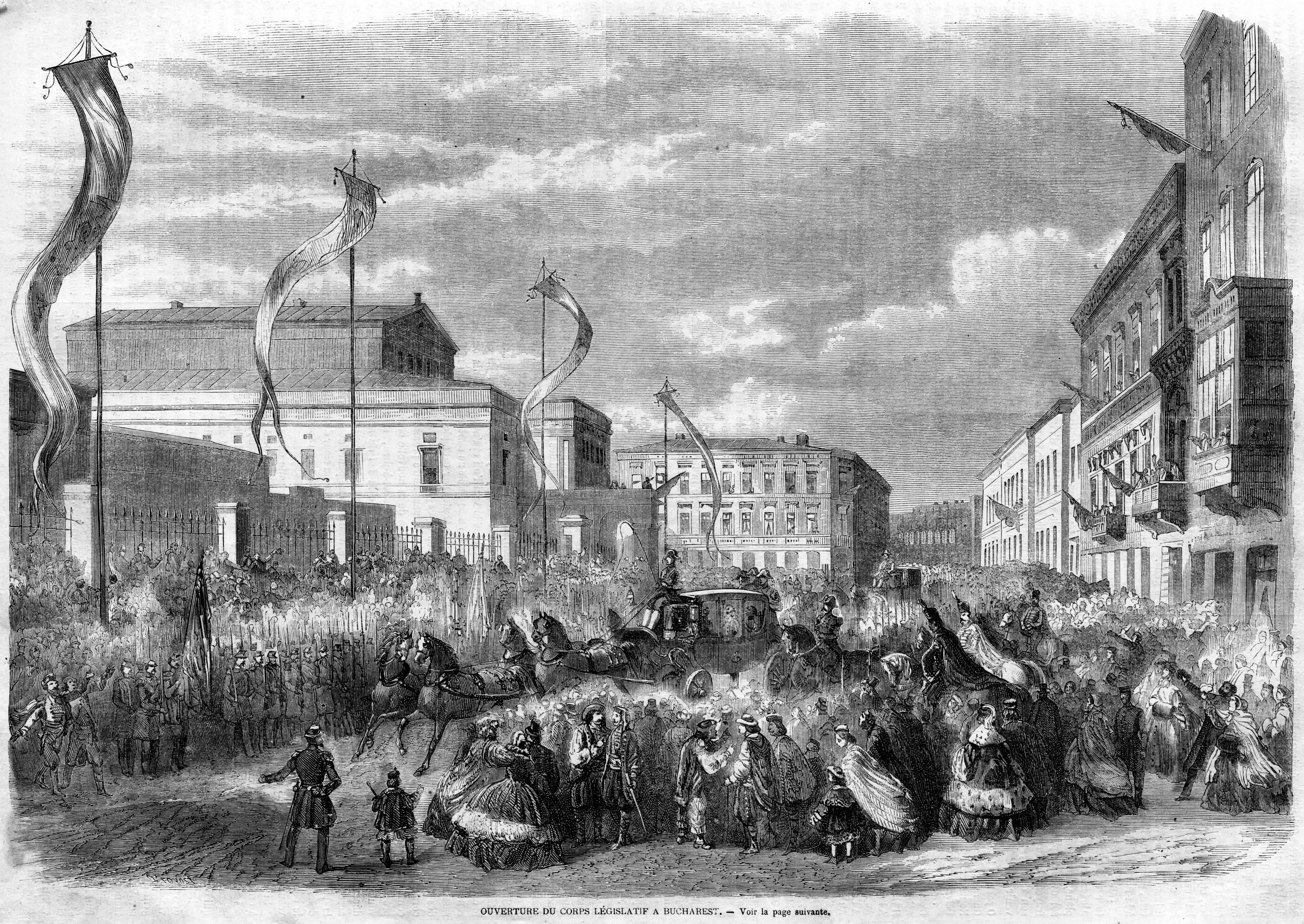
Александру Куза проезжает по Бухаресту

После объединения Дунайских княжеств в них сразу обострились внутренние проблемы. В государстве началось противостояние домнитора Иоана Кузы и землевладельческой «боярско-буржуазной» оппозиции из-за реформ, которые начал проводить глава государства. Землевладельческая оппозиция была недовольна попыткой домнитора освободить крестьян от крепостной зависимости и наделить землёй, её поддержала часть крупной буржуазии. Их возглавил Ион Брэтиану. Другая часть буржуазии и зарождающегося предпринимательства была заинтересована в освобождении крестьян, поэтому поддержала реформы Кузы. Её возглавил первый министр княжеств Михаил Когэлничану. Таким образом, буржуазия Соединённых княжеств, землевладельцы и власть, раскололись на две части — реформаторов и консерваторов.
Ещё в годы объединения княжеств (1859—1861) в стране происходили крестьянские восстания. После признания европейскими государствами Кузы господарем обоих княжеств начался кризис крепостнического строя, который привёл к более массовым восстаниям крестьян. В жудеце Бузэу восставшие крестьяне создали вооружённые формирования, которыми командовал Ница Малайреу. Восставшие направились в столицу Валахии Бухарест, пытаясь по дороге привлечь в свои формирования местных крестьян. Они требовали от властей отмены крепостного права и раздачи им земель.
Под давлением крестьян парламент княжеств (Национальное собрание) одобрил в 1863 году проект закона о секуляризации монастырских земель. На тот момент в стране 1/5 часть всей земли принадлежала монастырям. Бояре и крупные землевладельцы поддержали этот законопроект, так как надеялись за его счёт отвлечь крестьян от борьбы против господствующих классов. В 1864 году в княжеском парламенте началось обсуждение нового земельного закона. Предполагалось провести крупную аграрную реформу наподобие отмены крепостного права в Российской империи. Александру Куза со своими сторонниками собирался отменить барщину и наделить часть крестьянства собственными земельными участками. За полученный участок (в среднем 5,7 га на семью) крестьяне должны были выплачивать на протяжении 15 лет выкуп государству.

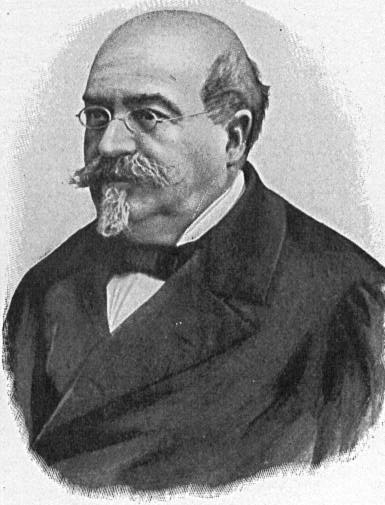
Михаил Когэлничану, с 1863 по 1865 год глава правительства Соединённых княжеств

 Эта реформа не понравилась Национальному собранию Соединённых княжеств, которое почти полностью состояло из крупных землевладельцев и помещиков. Национальный совет немедленно отверг законопроект. Часть оппозиционных Кузе помещиков стала требовать ввода в государство турецких войск для «восстановления порядка». В такой ситуации 14 мая 1864 года Куза распустил парламент и назначил референдум, на котором был поставлен вопрос о снижении имущественного и возрастного ценза. На референдуме было постановлено, что избирать Национальное собрание имеют право граждане возрастом не менее 21 года и выплачивающие не менее 48 леев налога. Это позволило приверженцам домнитора получить при поддержке крестьян в Национальном собрании II созыва большинство голосов. Это позволило Кузе контролировать всё государство.
В Европе это было воспринято как государственный переворот. Франция поддержала новое правительство, но Российская империя, Великобритания и Пруссия использовали смену власти в стране как повод для вмешательства в её внутренние дела. Кузу обвинили в нарушении статуса княжеств, предоставленного ему в 1858 году на Парижской конференции. Для того, чтобы уладить конфликт, домнитор вынужден был поехать в Стамбул, где 28 июля был утверждён новый статус княжеств. Также Соединённым княжествам было разрешено самим решать свои внутренние дела, что было серьёзным шагом к созданию независимого государства.

#### Реформы
Александру Куза начал проведение реформ ещё в 1859 году, когда занял престолы обоих княжеств. В первую очередь он созвал единое для обоих княжеств Национальное собрание, возложив на него обязанности Национального собрания (валаш. Адунаря Обштяскэ), которые существовали отдельно в каждом княжестве.

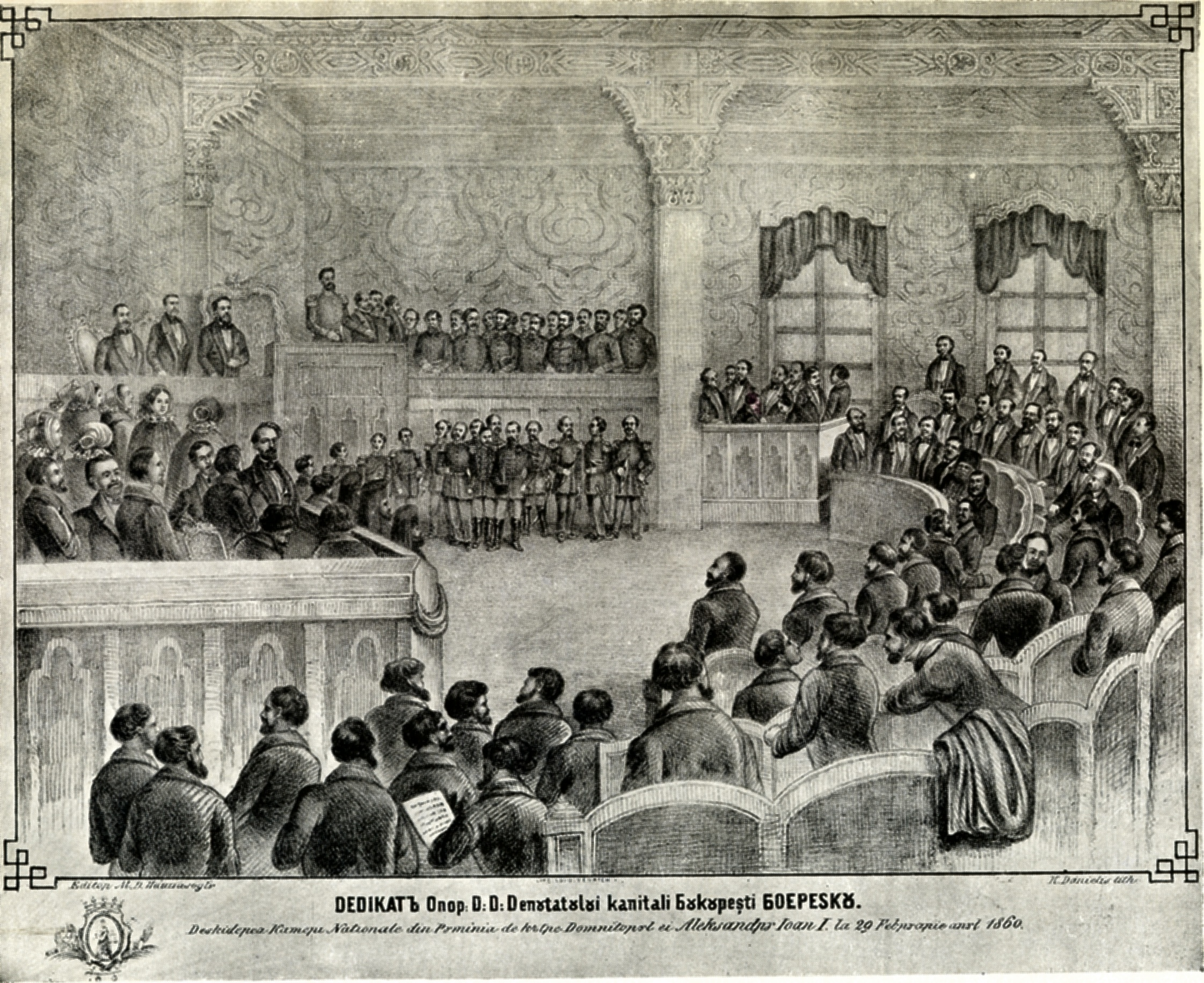
Первое заседание Национального собрания Соединённых княжеств Молдавии и Валахии

 Остальные реформы были направлены на улучшение положения крестьянства (для избежания массовых крестьянских восстаний, которые происходили всё чаще), на увеличение темпов развития капиталистических предприятий и на укрепление власти монарха. Попытка провести в 1862 году первую аграрную реформу почти была сорвана боярами и помещиками, поэтому воплотилась в жизнь частично. В 1864 году была проведена вторая аграрная реформа. Для того, чтобы провести её через Национальное собрание (парламент), пришлось распустить его и провести избирательную реформу. В итоге бо́льшая часть крестьянства была освобождена от повинностей перед помещиком. Освободившемуся крестьянству была роздана земля (от 2 до 7 гектаров на семью). В результате избирательной реформы, проведённой для реализации этой аграрной реформы, значительно снизился имущественный и возрастной ценз для избирателей. Право избирать парламент принадлежало мужчинам старше 21 года, которые выплачивали налог не меньше 48 лей. Одновременно была разработана конституция страны 1864 года, которая действовала до 1866.
Для того, чтобы не раздражать бояр и удовлетворить потребности крестьян, Куза в 1863 году между первой и второй аграрными реформами провёл секуляризацию монастырских земель. Монастырям была выплачена компенсация суммой 81 000 000 лей. Из этой суммы были вычтена задолженность церкви перед государством — 31 000 000 лей. Так как часть монастырских владений принадлежала Греции, это вызвало международный скандал. В 1864 году в Стамбуле были проведены переговоры о компенсационных выплатах Соединённых княжеств Греции. В итоге переговоров княжества сохранили за собой все бывшие монастырские земли без дополнительных выплат.
Одновременно были приняты гражданский и уголовный кодексы, закон о школьном образовании, введён в обращение лей, а также проведена реорганизация системы управления вассальными княжествами. Реформирование страны встретило сопротивление со стороны Турции, которая не хотела более широкой автономизации княжеств. Реформы, больше похожие на сепаратизм, сыграли важную роль в дальнейшей истории возникновения государства Румынии.

#### «Чудовищная коалиция» и дворцовый переворот

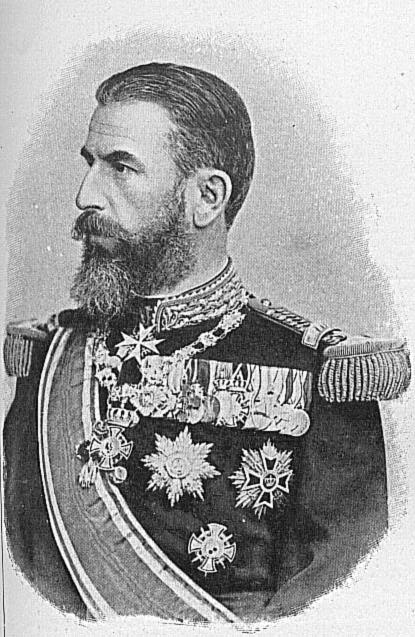
Кароль I, домнитор Соединённых княжеств Молдавии и Валахии, с 1881 года — король Румынии

Избирательная реформа позволила домнитору привлечь к выборам не только буржуазию и верхушку среднего класса, но и крестьян с рабочими. Крестьяне избрали более лояльный к реформам парламент. В Национальном собрании II созыва аграрная реформа и отмена крепостного права были быстро одобрены, а также была введена новая конституция. Александру Куза обрёл полный контроль над Соединёнными княжествами и провёл ряд реформ, которые не понравились помещикам, буржуазии и крупным землевладельцам. Верхние слои населения объединились в коалицию, направленную против существующей власти, которая получила в народе название «чудовищной коалиции». Коалицию возглавил Ион Брэтиану, который считал, что залогом безопасности государства может послужить только иностранный монарх. Западные великие державы — Германия, Франция и Великобритания — тоже не были удовлетворены внешней политикой Александра Кузы. Они хотели полностью подчинить себе Соединённые княжества, тем самым ослабив турецкое влияние в регионе.
В начале 1866 года «Чудовищная коалиция» во главе с Ионом Брэтиану перешла к силовым действиям. В ночь с 1 на 2 февраля группа оппозиционно настроенных офицеров ворвалась в спальню Александра Кузы. Монарх вынужден был отречься от престола и в короткий срок покинуть государство. Место домнитора стало вакантным. Весной княжество было без монарха, исполняющим его обязанности стала специальная государственная комиссия. Тем временем в Европе обсуждалась судьба ослабших княжеств. Франция хотела назначить на пост домнитора лояльного к себе монарха, Турция собиралась полностью подчинить это государство себе, а в Италии обсуждался вопрос о передаче Соединённых княжеств Австро-Венгрии в обмен на Венецию. Последнее предложение было отвергнуто австрийцами с формулировкой «австрийская ладья и без того перегружена чужеземными национальностями, чтобы добавлять ещё молдаван и валахов».
Тем временем Ион Брэтиану и его сторонники начали поиск подходящего монарха. Сначала объединённый княжеский престол был предложен фламандскому графу Филиппу, который был сыном короля Бельгии Леопольда I, но тот отказался. Во второй раз престол был предложен Карлу Гогенцоллерн-Зигмаргену, представителю швабской ветви Гогенцоллернов.

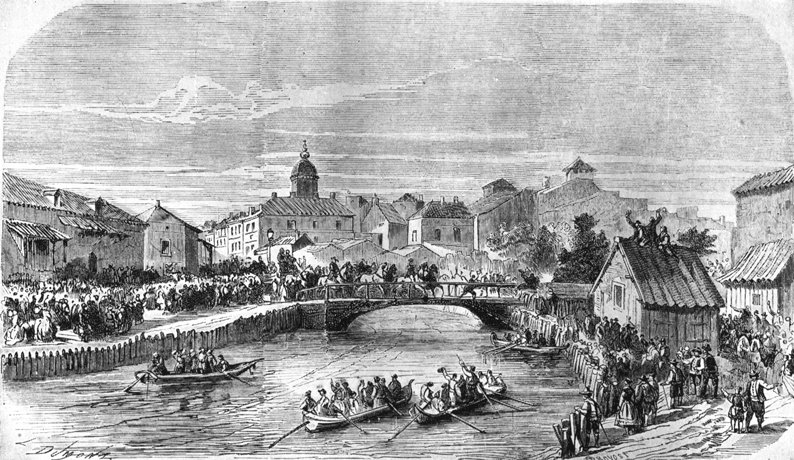
Кароль I 10 мая 1866 года въезжает в Бухарест

Карл обратился за советом к прусскому премьер-министру Отто фон Бисмарку, который посоветовал ему занять вакантный престол. Это было выгодно Германии, которая могла получить союзника на южных рубежах Австрии. Весной 1866 года Карл тайно под видом купеческого приказчика Лемана прибыл через Австро-Венгрию к границе княжества. Это объяснялось тем, что Австро-Венгрия не была заинтересована в укреплении германского влияния у её южных границ. В Трансильвании — на границе Австро-Венгрии и Соединённых княжеств — «Чудовищная коалиция» предоставила ему экипаж, на котором он уже легитимно въехал в Соединённые княжества. 10 мая 1866 года он вошёл в Бухарест, где беспрепятственно занял престол Соединённых княжеств, где стал известен как Кароль I. Сразу после принесения присяги Каролем I Турция начала стягивать 20-тысячную армию к границе с Соединёнными княжествами. После того, как Великобритания, Россия, Франция и Австрия осудили Турцию за попытку оккупировать княжества, османский султан отказался от идеи интервенции в Соединённые княжества. Осенью 1866 года в Стамбуле начались переговоры между Соединёнными княжествами и Османской империей, в результате которых княжествам был присвоен статус «привилегированной провинции и составной части Османской империи». Армия княжеств была ограничена 30 000 человек, на княжеских деньгах должен был быть символ Османской империи, домнитор не имел права учреждать государственные награды и заключать договоры с другими государствами. Единственное, чего добились Соединённые княжества — это признание турецким султаном наследственности власти домнитора.

### Правление Кароля I

#### Внешнеполитический кризис 1868 года
Преобладавшие в Национальном собрании консерваторы поддержали Кароля I. Получив должность домнитора, новый монарх без согласия Турции переименовал Соединённые княжества Молдавии и Валахии в никем не признанное княжество «Румыния». Должность домнитора была замещена должностью князя. Это было закреплено в новой конституции 1866 года, которую он подписал после того, как занял престол княжеств. По сравнению с конституцией 1864 года эта была либеральнее.

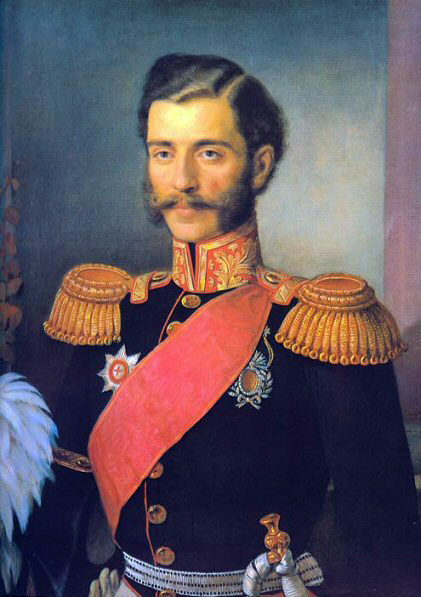
Глава княжества Сербия Михаил Обренович

 В первый год своего правления Кароль I в своей внешней политике больше ориентировался на Францию и Великобританию, чем на Россию, Сербию и Черногорию. Весной того же года большинство мест в Национальном собрании заняли либералы, при которых внешнеполитическая ситуация резко изменилась. Либералы считали, что британские и французские дипломаты поддерживают Османскую империю, и Соединённые княжества из-за них могут попасть только в большую зависимость от турецкого султана. В апреле 1867 года князь Сербии Михаил Обренович попытался наладить отношения с новым румынским монархом и посетил Бухарест, но не встретил поддержки со стороны новой власти.
При этом, по мнению нового руководства страны, для того, чтобы княжества обрели независимость, необходимо было наладить отношения с противниками Франции, Великобритании и Турции — Россией и Пруссией. Одновременно Франция и Пруссия, будучи соперниками, добивались одного и того же — усиления влияния Австро-Венгрии на Балканах и ослабления позиций России в этом регионе. Для этого на Бухарест было оказано дипломатическое давление, которое привело к началу австрийско-«румынских» переговоров. Однако переговоры провалились из-за спора о политическом статусе Трансильвании, и французско-германский план не был воплощён в жизнь. Таким образом, Соединённые княжества оказались в центре политических игр великих держав. За усиление своего влияния в них боролись с одной стороны Великобритания и Франция, с другой Россия и Пруссия, а третьей стороной стала Австро-Венгрия.
После провала австрийско-«румынских» переговоров соперница Австро-Венгрии на Балканах — Россия, попыталась сблизиться с Соединёнными княжествами. В ответ на это Франция начала внушать румынскому правительству, что Российская империя готовится к оккупации княжеств. В декабре 1867 года Австро-Венгрия и Османская империя заявили о своём желании оккупировать княжества. В связи с этим дипломаты Соединённых княжеств в январе 1868 года начали переговоры с российским правительством, которые не понравились турецкому правительству. Одновременно был подписан сербско-«румынский» договор «О сотрудничестве и дружбе». Возможность оккупации княжеств Турцией возросла.

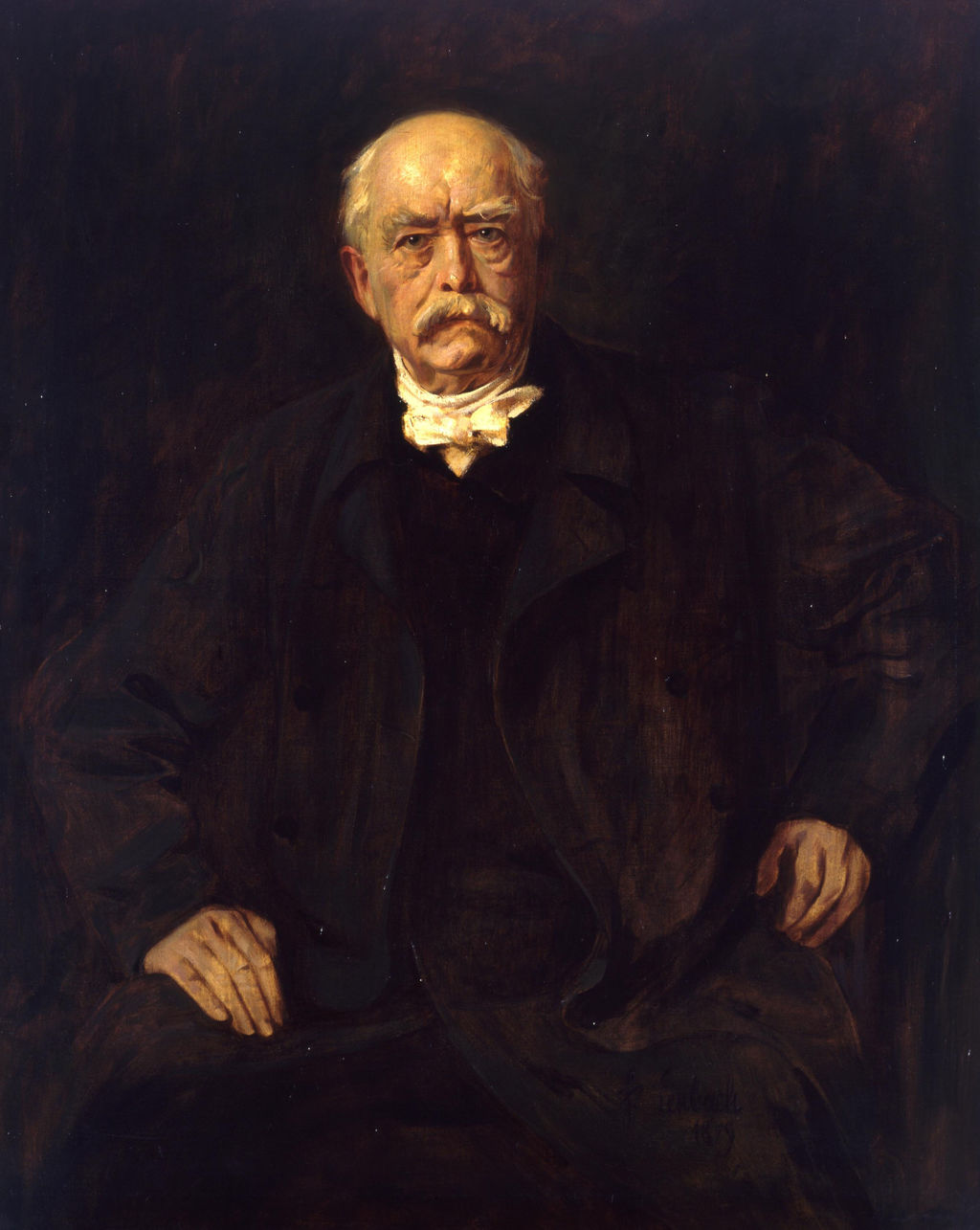
Отто фон Бисмарк, внешнеполитический «покровитель» Кароля I

 Внешнеполитический кризис вокруг Соединённых княжеств постоянно накалялся. Появились слухи, что Соединённые княжества готовятся провозгласить свою независимость 11 февраля 1868 года. Сразу после этого начали печататься листовки, в которых призывалось к объединению всех христиан Балканского полуострова и борьбе против Турции. Бисмарк, покровительствовавший Каролю I, призвал его не торопиться с провозглашением независимости и превратить Соединённые княжества в «Бельгию Юго-Восточной Европы», то есть стать нейтральной стороной. Напряжённая ситуация в княжествах сохранялась на протяжении всей весны. По неподтвержденным историческим данным 10 мая 1868 года 800 человек якобы окружили дворец Кароля I и провели митинг под лозунгом «да здравствует единая и независимая Румыния!»
Кризисная ситуация усугубилась тем, что в соседней Болгарии разворачивалось народно-освободительное восстание. Болгарские отряды формировались на территории Соединённых княжеств, причём правительство страны закрывало на это глаза. В 1868 году Каролю I неоднократно выражали протест западные великие державы. Однако князь отрицал, что на территории княжеств находятся болгарские склады с оружием и формируются повстанческие отряды. В середине июля Фуад-паша, ответственный за Соединённые княжества перед турецким султаном, потребовал созвать чрезвычайную комиссию по расследованию положения в княжествах. К Дунаю вновь начали стягиваться турецкие войска, но под давлением российской и германской дипломатии турки вынуждены были отступить.
В итоге по требованию великих держав из Национального собрания были изгнаны либералы. После выборов в собрание большинство голосов получили умеренные либералы во главе с Когэлничану. Новый парламент и кабинет министров проводили умеренную внешнюю политику, что удовлетворяло все стороны конфликта.

#### Народные бунты
В 1869 году были вновь проведены переговоры с Австро-Венгрией по поводу заключения союза, но они провалились. В итоге Соединённые княжества сблизились с Российской империей. Тем временем французские дипломаты по-прежнему пытались воздействовать на внешнюю политику княжеств. Они требовали создания Дунайской федерации — объединённого «румынско»-австрийского государства, направленного против России. Внутри самих княжеств ситуация сохранялась нестабильная. Болгарские военизированные формирования постоянно нарушали границы страны, росло недовольство крестьян. В стране распространялись идеи антимонархизма, в Бухаресте и Плоешти постоянно происходили выступления горожан. В нестабильной ситуации в стране народ винил Национальное собрание.

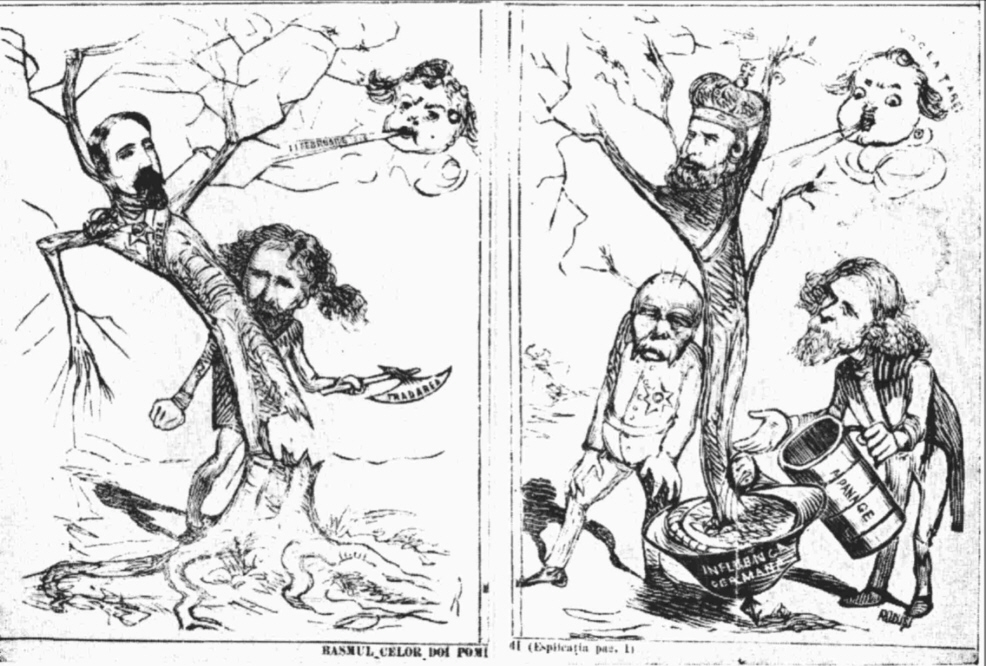
Политическая карикатура на положение дел в стране. Слева: Ион Брэтиану пытается свергнуть Александру Кузу. Справа: Отто фон Бисмарк и Ион Брэтиану предоставляют Каролю I «покровительство» и «экономические привилегии»

 Народные митинги и выступления в городе Плоешти продолжались до 1870 года. 8 августа того же года в городе состоялся съезд либералов, где обсуждалось свержение монархии и создание республики Румыния. В ночь на 9 августа 1870 года в городе произошёл переворот, и к власти пришли сторонники республики. Была провозглашена Республика Плоешти, которая существовала всего один день. Вечером в город прибыла регулярная армия, которая арестовала новую администрацию города. Восстание было подавлено, но в других городах княжеств бунты продолжались.
Кароль I в такой ситуации 23 марта 1871 года обратился к членам Национального собрания с ультиматумом. Он потребовал наладить ситуацию в стране, или он отречётся от престола. Это обращение вызвало панику в парламенте. Революционные события во Франции, создание Парижской коммуны и массовые волнения в румынских городах заставили буржуазию, преобладающую в парламенте, идти на поводу у князя. Старое правительство умеренных либералов немедленно подало в отставку. Было сформировано новое правительство консерваторов во главе с Ласкаром Катарджиу. Консерваторы открыто начали проведение реакционной политики.

#### Внешняя политика

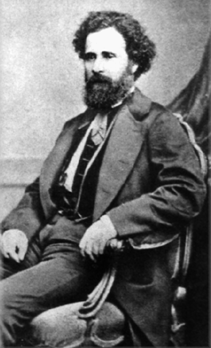
Ион Брэтиану, премьер-министр княжества Румыния с 1876 по 1881 год, а также премьер-министр королевства Румыния с 1881 по 1888 год

В 1872 году при поддержке российских и германских дипломатов был улажен политический конфликт с Грецией. Это помешало Италии, Османской империи, Австро-Венгрии и другим государствам вмешаться во внутренние дела Соединённых княжеств. Однако осенью того же года Османская империя предложила уравнять княжества в правах с обычными провинциями империи. Однако она была вынуждена отказаться от этого плана из-за вмешательства в конфликт России и Германии.
В 1873 году разразился экономический кризис, затронувший и Соединённые княжества. К тому моменту Османская империя переживала упадок, что сказывалось и на её вассальных государствах. С целью отвлечь массы румынского народа от этих и других сложных проблем, правительство Соединённых княжеств и Кароль I начали вести переговоры с великими державами о возможном провозглашении независимости княжеств. Не получив международной поддержки и встретив сопротивление со стороны буржуазных консерваторов, боярства и либералов, лидеры государства отказались от такой идеи. В 1872 году в Берлине и Санкт-Петербурге были открыты первые посольства Соединённых княжеств. С целью продемонстрировать независимую от Турции политику, в 1875 году правительство княжеств подписало с Австро-Венгрией невыгодный княжествам торговый договор. В Соединённые княжества хлынул поток более дешёвой австрийской продукции, что нанесло ущерб промышленности княжеств. В таком же духе были подписаны и другие международные соглашения. Так, соглашение с Германией о сооружении железной дороги Кишинёв — Яссы — Ицканы — Бурдужень провалилось. Выяснилось, что деньги, выделяемые на строительство дороги, присваивались пропрусскими же предпринимателями. После этого соглашение было расторгнуто, что вызвало новый международный скандал. До провозглашения независимости Соединённых княжеств 9 (21) мая 1877 года, в княжествах и вокруг них сохранялось более-менее стабильное положение.

#### Война за независимость и королевство Румыния

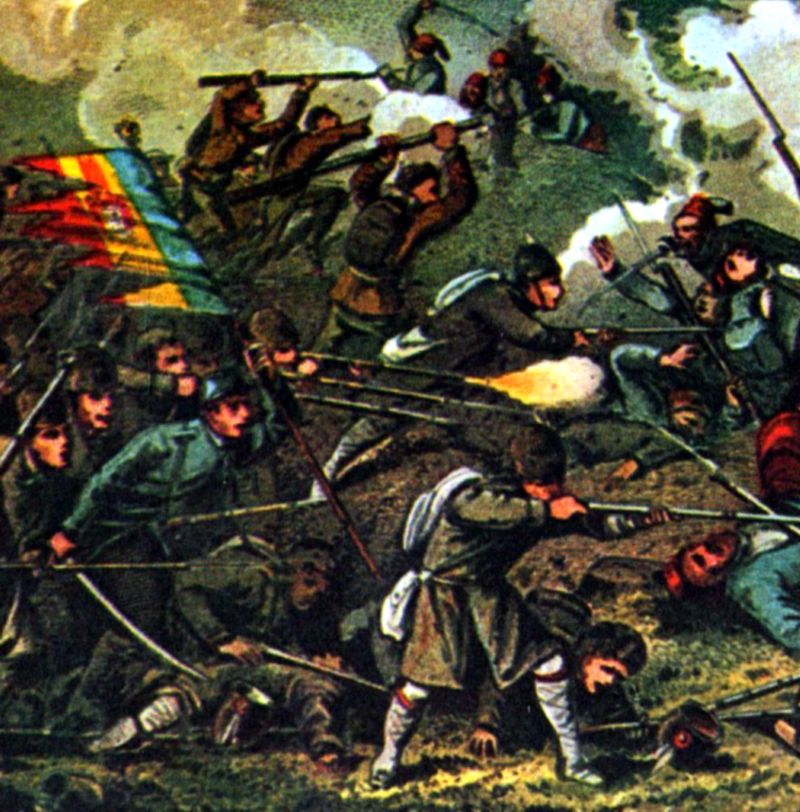
Румынская пехота в сражении у Плевны

Когда 24 апреля 1877 года Российская империя объявила войну Турции, её поддержали вассальные государства Османской империи, в том числе и Соединённые княжества. Для неё это было шансом обрести независимость. Михаил Когэлничану, бывший тогда министром иностранных дел, лично разрешил российским войскам находиться на территории Соединённых княжеств. К тому времени российский император Александр II прибыл в княжества для командования российскими войсками в Плоешти. 11 мая в Национальном собрании состоялось голосование, на котором было принято решение объявить Турции войну.
20 мая на границе княжеств с Турцией начались первые столкновения. С южного берега Дуная турецкая артиллерия начала вести обстрел населённых пунктов противника. В ответ со стороны княжеств был обстрелян Видин. 21 мая в Национальном собрании было принято решение разорвать любые отношения с Османской империей и провозгласить независимость. Однако войска княжеств начали активные военные действия только с августа. Это объяснялось нехваткой сил и оружия в регионе у российской армии, в результате к боям была привлечена немногочисленная армия княжеств, состоявшая на российском довольствии, в том числе в обеспечении оружием. В дальнейшем солдаты и офицеры княжеств наряду с российскими военными принимали участие в боевых действиях против турок. Так, князь Кароль I при осаде Плевны выполнял обязанности главнокомандующего.
Русско-турецкая война завершилась 3 марта 1878 года. Её завершение ознаменовалось дипломатическим скандалом между Россией и Румынией. Российское правительство заявило о намерении вернуть в состав империи территории, потерянные после Крымской войны — три уезда в Южной Бессарабии. В обмен российская сторона обещала передать Соединённым княжествам Добруджу, самостоятельно отвоёванную Россией у Турции. Кароль I и Михаил Когэлничану отказались пойти на территориальный обмен между двумя государствами. В ответ Россия пригрозила насильственно разоружить новоиспеченную румынскую армию и ввела свои войска в Кагульский, Измаильский и Болградский уезды. Позже она объявила эти территории своими, что было зафиксировано в Сан-Стефанском и Берлинском договорах.

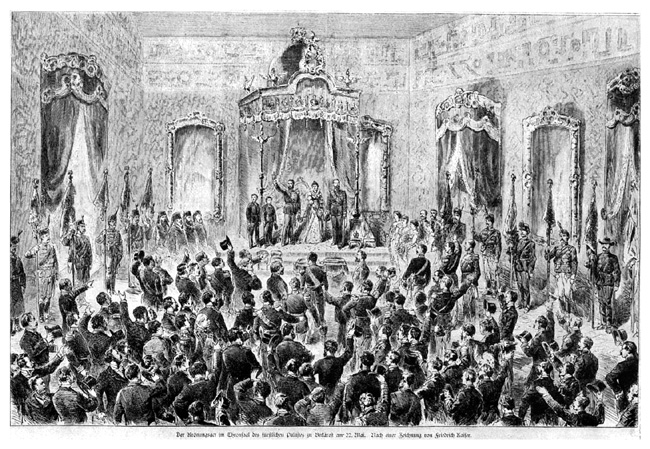
Коронация Кароля I

 3 марта 1878 года, согласно Сан-Стефанскому договору, княжество Румыния обрело полную независимость. На Берлинском конгрессе 13 июля 1878 года, в Берлинском договоре (Берлинский трактат 1878 года), где пересматривались итоги русско-турецкой войны 1877—1878 годов по Сан-Стефанскому мирному договору, Румыния повторно была признана независимым государством. Также повторно признавалась аннексия Румынией Добруджи и Россией Буджака.
Только через три года после обретения княжеством независимости, в конституцию были внесены поправки, благодаря которым Кароль I мог стать королём. 10 мая 1881 года, в день, когда Кароль I прибыл в Бухарест и провозгласил себя князем, состоялась коронация. Соединённые княжества превратились в Королевство Румыния.

## Социально-экономическая история

### Общество
В княжествах было введено единое обязательное бесплатное начальное образование. Всего существовало три ступени образования: начальное (4 года), среднее (7 лет) и высшее (3 года). Однако на практике этого не было достигнуто из-за отсутствия преподавателей и должной финансовой поддержки государства. Низший класс населения — крестьяне — не могли получить начальное образование из-за своего положения в обществе. Средний класс населения имел преимущества в среднем образовании. Из высших учебных заведений в Соединённых княжествах работали два университета в Яссах и Бухаресте, две консерватории (там же) и Высшая школа дорог и мостов в Бухаресте. В 1866 году была открыта Княжеская академия — учреждение, образованное для развития науки и культуры.

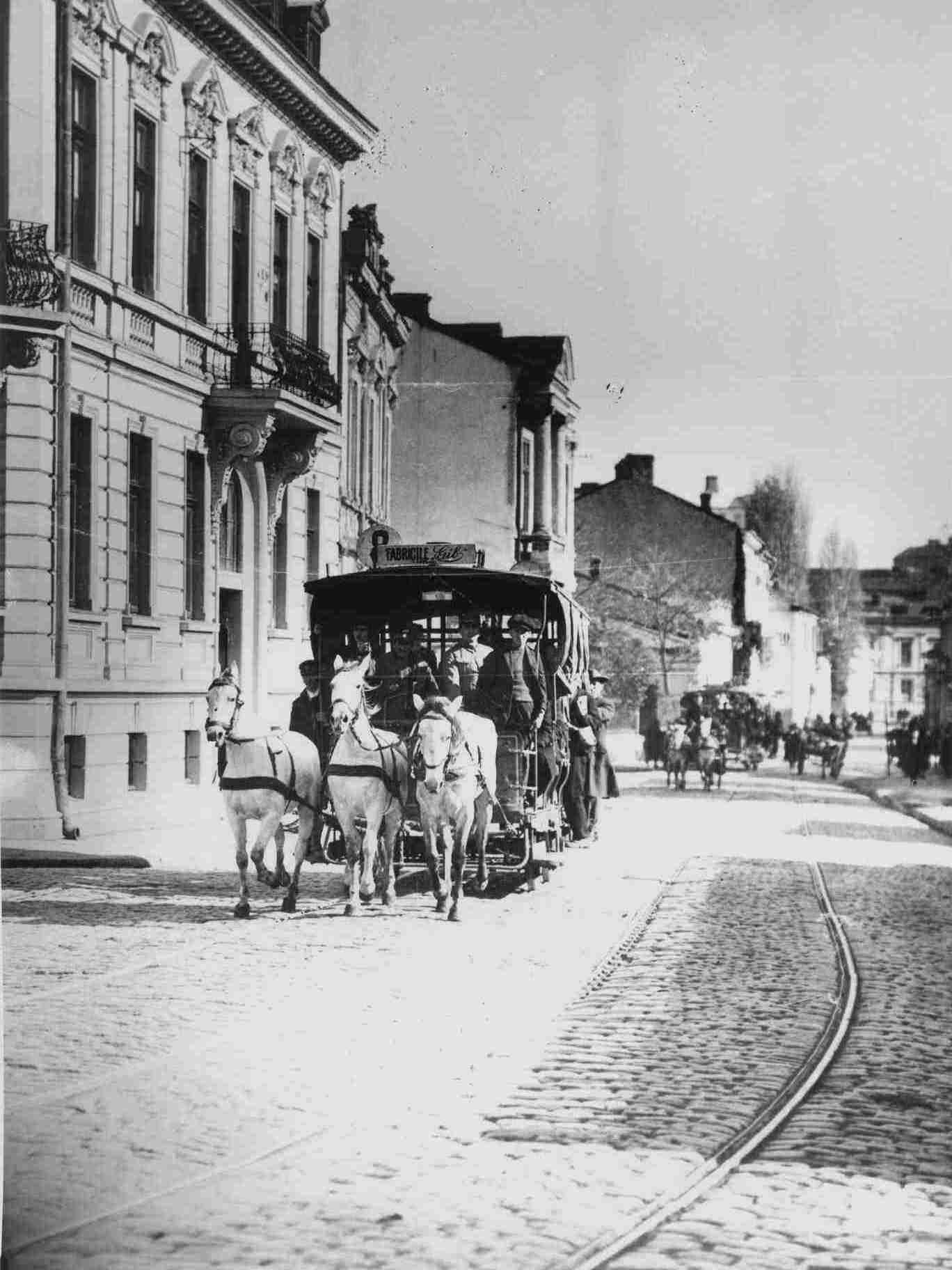
Улицы Бухареста во второй половине XIX века

 В Соединённых княжествах из-за недавно зародившегося панрумынизма большое внимание уделялось литературе и истории. В годы существования княжеств работали такие историки, как А. Папуй-Илларион, М. Когэлничану, Н. Йорга, Б. П. Хашдеу, А. Ксенопол. Из химиков того периода наиболее известными были П. Пони и К. Истрати, из математиков — Г. Цицейка, Д. Помпею и Е. Риез, из биологов — Э. Раковицэ, Г. Антипа, К. Домейля, Н. Крецулеску и В. Бабеш, из экономистов — П. Аурелиан и И. Гику.
Т. Вуя, А. Влайку и Х. Коандэ занимались развитием воздухоплавания и судостроения страны. Геолог Л. Мразек опубликовал свои труды о происхождении залежей нефти на черноморском побережье Соединённых княжеств. Известным в то время философом был В. Конта.
В Соединённых княжествах издавалось большое количество периодических изданий. Это были как газеты, так и журналы разной направленности. Большинство этих изданий начало выходить ещё после революций 1848 года, но после объединения Дунайских княжеств цензура не была настолько сильна, как в период с 1848 по 1859 год. Всего в княжествах издавалось до 20 000 различных книг и периодических изданий.

### Управление

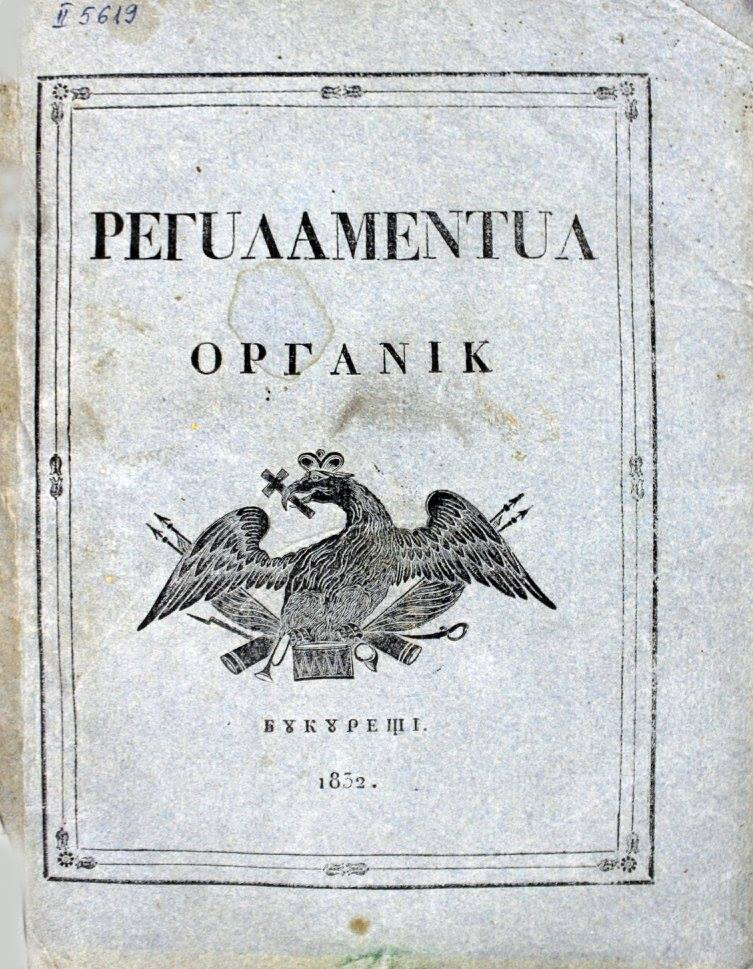
Органический регламент был введён в Дунайских княжествах ещё при П. Д. Киселёве. В качестве конституции он использовался до 1864 года

Главой княжеств был домнитор (с 1866 года — князь). Когда Соединённые княжества были частью Османской империи, домнитор имел ограниченные права. Он не мог устанавливать прямые дипломатические контакты с внешними соседями, награждать и учреждать награды, не подчиняться указам из Стамбула. После получения независимости княжествами в 1878 году привилегии князя ограничивались только конституцией, извне повлиять на него никто не имел права.
В Соединённых княжествах существовало своё правительство, являвшееся высшим исполнительным органом власти. В стране был однопалатный парламент (Национальное собрание), избираемый народом. При Кароле I он стал двухпалатным. Национальное собрание могло искать нового домнитора, если со старым что-либо случится и он не сможет управлять княжествами.
В Соединённых княжествах за историю их существования были две конституции: конституция Кузы 1864 года и конституция Кароля I 1866 года. До 1864 года Молдавия и Валахия руководствовались Органическим регламентом и Конвенцией великих держав 1858 года. Конституция Александру Кузы давала больше прав в управлении страной домнитору, так как в то время в государстве происходило противостояние между монархом и «Чудовищной коалицией». Конституция Кароля I была принята им при содействии оппозиционных к Кузе либералов, поэтому вышла более либеральной. В 1881 году Каролем I в конституцию были внесены некоторые изменения, благодаря чему княжества признаны Королевством Румыния, а князь смог стать королём.

### Армия

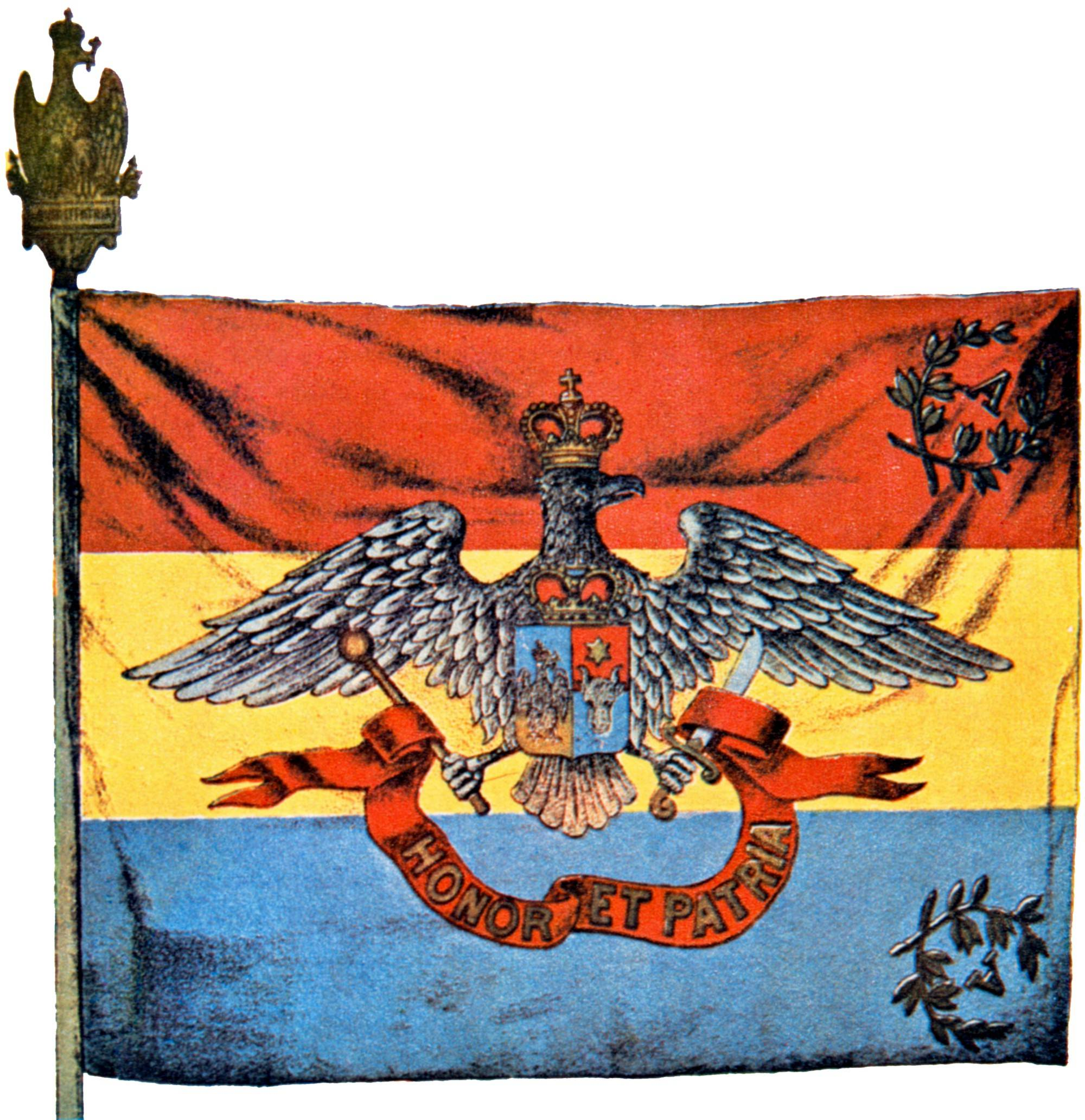
Боевое знамя вооружённых сил Соединённых княжеств при Александру Кузе

Основы вооружённых сил Соединённых княжеств Молдавии и Валахии были заложены во время правления княжествами русского генерала от инфантерии — графа П. Д. Киселёва. Так как с 1711 года Дунайским княжествам было запрещено иметь армию, то первыми милитаризированными подразделениями стали полицейские отряды. В Валахии они назывались «полиция», а в Молдове — «жандармерия». Также в первой половине XIX века Киселёвым была заложена основа современных пограничных войск Румынии. Уже после объединения княжеств в результате реформ Александру Кузы в Соединённых княжествах появилась регулярная армия. В период двоевластия (1859—1861), когда Валахия и Молдавия юридически ещё существовали как два отдельных государства, в каждом из княжеств были свои вооружённые силы. В Молдавском княжестве был всего один полк пехоты численностью 1552 человека, который охранял границы государства и помогал жандармерии. В Валахии каждый полк также насчитывал 1552 человека, но их было несколько. Там, в отличие от Молдовы, вооружённые силы делились на три рода войск: кавалерия, инфантерия и артиллерия. Однако три валашских и один молдавский полк не были всеми вооружёнными силами княжеств. Численность армии могла быть увеличена до нескольких десятков тысяч человек за счёт призыва в армию резервных сил.
В Соединённых княжествах призыву подлежали все жители сёл, часть горожан и часть дворянства. Призывались мужчины в возрасте 20—30 лет. Исключение составляли крестьяне, родители которых погибли или не в состоянии прокормить себя. Срок службы составлял 6 лет. Крестьяне, молодые дворяне и горожане призывались в армию в качестве рядовых и пехоты. Стать офицерами могли только дворяне.

### Экономика
До 1848 года Дунайские княжества являлись сугубо аграрными государствами. После революций 1848 года развитие капиталистических отношений быстро ускорилось, и к 1863 году уже в Соединённых княжествах Молдавии и Валахии работало 7849 промышленных и 30 000 коммерческих предприятий. Однако в своём большинстве промышленные предприятия занимались переработкой сельскохозяйственного сырья, а не производством товара. Развитие предприятий и увеличение производства привело к потребности улучшать пути сообщения. В годы существования княжеств началось сооружение первых в княжествах шоссе, механических мостов и телеграфных линий. Появились первые в стране торговые дома. Несмотря на это, Соединённые княжества оставались лишь источником сырья для западных государств, дешёвой рабочей силой и рынком сбыта. Их экономическое развитие шло несколько иным путём, чем в Западной Европе.

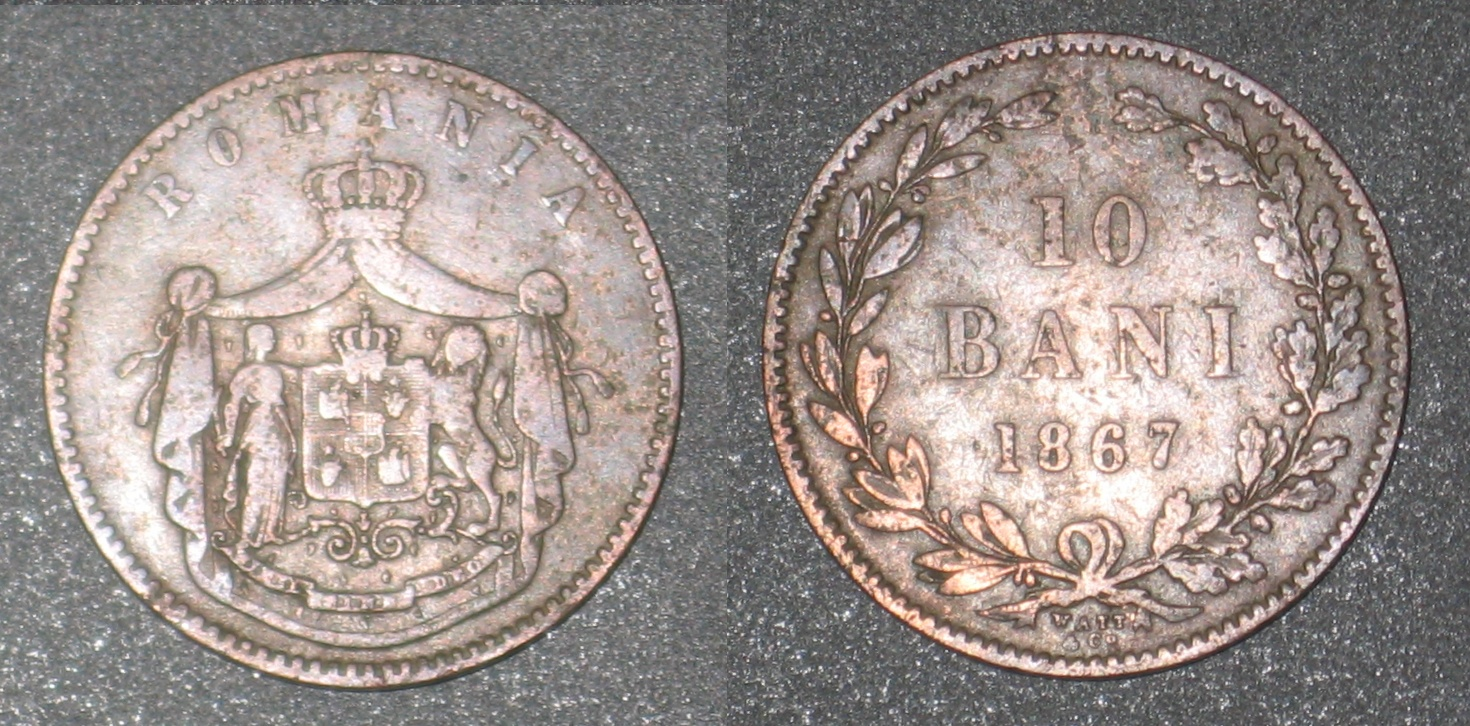
10 румынских баней 1867 года

 В княжествах в основном использовался наёмный труд. Из нескольких тысяч предприятий только 33 были оснащены паровыми машинами, на остальных рабочие работали вручную. Сложилась новая капиталистическая система отношений между предпринимателем и наёмным рабочим.
В целом экономика княжеств второй половины XIX века развивалась быстрыми темпами. Подвергшись экономическому кризису 1873 года, её темпы развития замедлились, но не остановились. Кроме экономических факторов, на экономику Соединённых княжеств влияли внешнеполитические. Стремясь продемонстрировать независимую от Османской империи политику, Кароль I и его окружение неоднократно заключали невыгодные для княжеств договоры. Так, договор с германской компанией о сооружении железной дороги провалился, так как выяснилось, что за год не были проведены даже подготовительные работы. Договор с Австро-Венгрией подорвал экономику княжеств, так как из более промышленно развитой Австрии в Соединённые княжества завозились дешёвые и качественные товары. Также были подписаны торговые договоры и с другими государствами — Германской империей, Российской империей, Италией и др.

## Культура
Объединение Дунайских княжеств способствовало развитию культуры и искусства. Национальный подъём молдавского и валашского народов, начавшийся в начале XIX века, также поспособствовал становлению современной румынской культуры. В княжествах начали сооружаться многоэтажные здания, что преобразило многие города. Известными архитекторами того времени стали А. Антонеску и И. Минку.
Большое влияние на культуру Дунайских княжеств конца XIX века оказала Франция. После сближения Дунайских княжеств и Франции в 1848 году в княжествах стал популярен французский язык, французская кухня, французская архитектура и пр. Такое положение дел сохранялось в Соединённых княжествах до последних лет их существования, так как в это время отношения с Францией испортились.

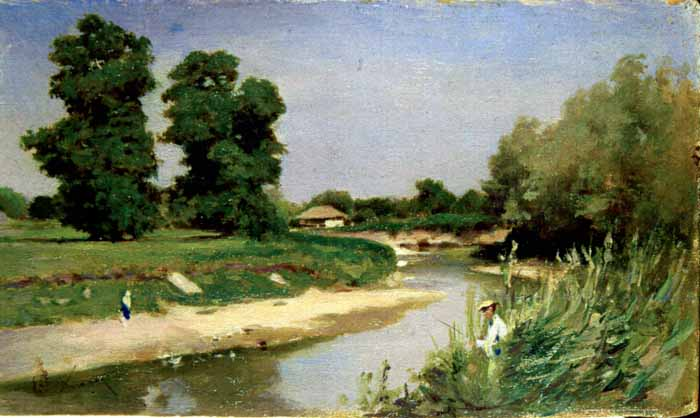
Пейзаж Теодора Амана

 В Соединённых княжествах отдельное место занимала народная культура, которая базировалась на уже известном Европе молдавском фольклоре и уникальных молдавских музыкальных инструментах. Так, композитор Ч. Порумбеску, будучи сторонником прогрессивных идей, выступал за написание музыки, близкой к народным мотивам. Композитор Д. Енеску создал первую симфонию, ставшей родоначальником румынской классики. В 1866 году в Бухаресте была открыта филармония. В княжествах ставились пьесы как на молдавском, так и на иностранных языках. Против исполнения пьес на чужих языках развернулась культурная борьба, в которой в первую очередь приняли участие актёры театра. Наиболее выдающимися актёрами того исторического периода стали И. Мило, И. Манулеску, М. Паскаль. В Соединённых княжествах трудились такие художники, как Теодор Аман, Н. Вермонт, Штефан Лукьян, Николае Григореску, Г. Димитреску-Мирча и Ион Андрееску. Из скульпторов известны И. Джорджеску и Д. Пачуря.

## Язык княжеств
Памятники на старорумынском (валашском) языке имеются только с конца первой трети XVI века. До половины XVII в. литературным языком Молдавии и Валахии был старославянский язык. Славянский язык в Молдавии и Валахии играл ту же роль, что и латинский в Западной Европе. На славянском языке создавались летописи, писались своды законов, велась дипломатическая и частная переписка. Обнаруженное письмо господаря Стефана Великого к Ивану III — значительное литературное произведение, памятник феодальной публицистики. Длительное время литература Молдавии и Валахии развивалась преимущественно в форме церковно-дидактических сочинений. Здесь сложилась особая категория: переписчики и переводчики на славянский язык греческих и латинских рукописей. Некоторые из таких рукописей были написаны на территории Молдавии и Валахии до образования княжеств. Среди славянских рукописей были не только богослужебные книги, но и сборники, куда входили жития святых, поучения, а также трактаты по богословию, рассчитанные па читателя высокой культуры. Популярностью пользовались списки апокрифических легенд, имевших широкое распространение в Византии, среди южных славян и на Руси. Таковы апокрифы «Хождение Богородицы по мукам», «Видение Исаево», «Голова Адама» и другие. Появление апокрифов было нередко связано с народно-еретическими течениями (например, с движением богомилов) и отвечало запросам низов.
В результате сложного процесса своего образования, особенно тесных связей с балканским славянством и другими народами полуострова валашский и молдавский языки восприняли в себя значительное количество иноязычных элементов, в первую очередь южно-славянских (болгарских), а затем — турецких, греческих, польских, русских и мадьярских элементов. В современной Румынии общий процент заимствованных слов в румынском языке из славянских источников составляет 14,6 % и что 71,66 % румынских слов так или иначе происходят от латыни.

## Историография
Период существования Соединённых княжеств считается переломным моментом в истории становления Румынии. Важное место в историографии княжеств занимает объединение дунайских княжеств и их политическая трансформация в румынское государство. Исторические документы этого периода были изданы в 1889 году в сборнике «Акты и документы относительно истории возрождения Румынии» в 10 томах. В начале XX века в свет вышли труды Н. Йорги и А. Д. Ксенопола «Правление Куза Водэ» (1903) «История политических партий Румынии» (1910) и 9-й том «Истории румын» (1938).

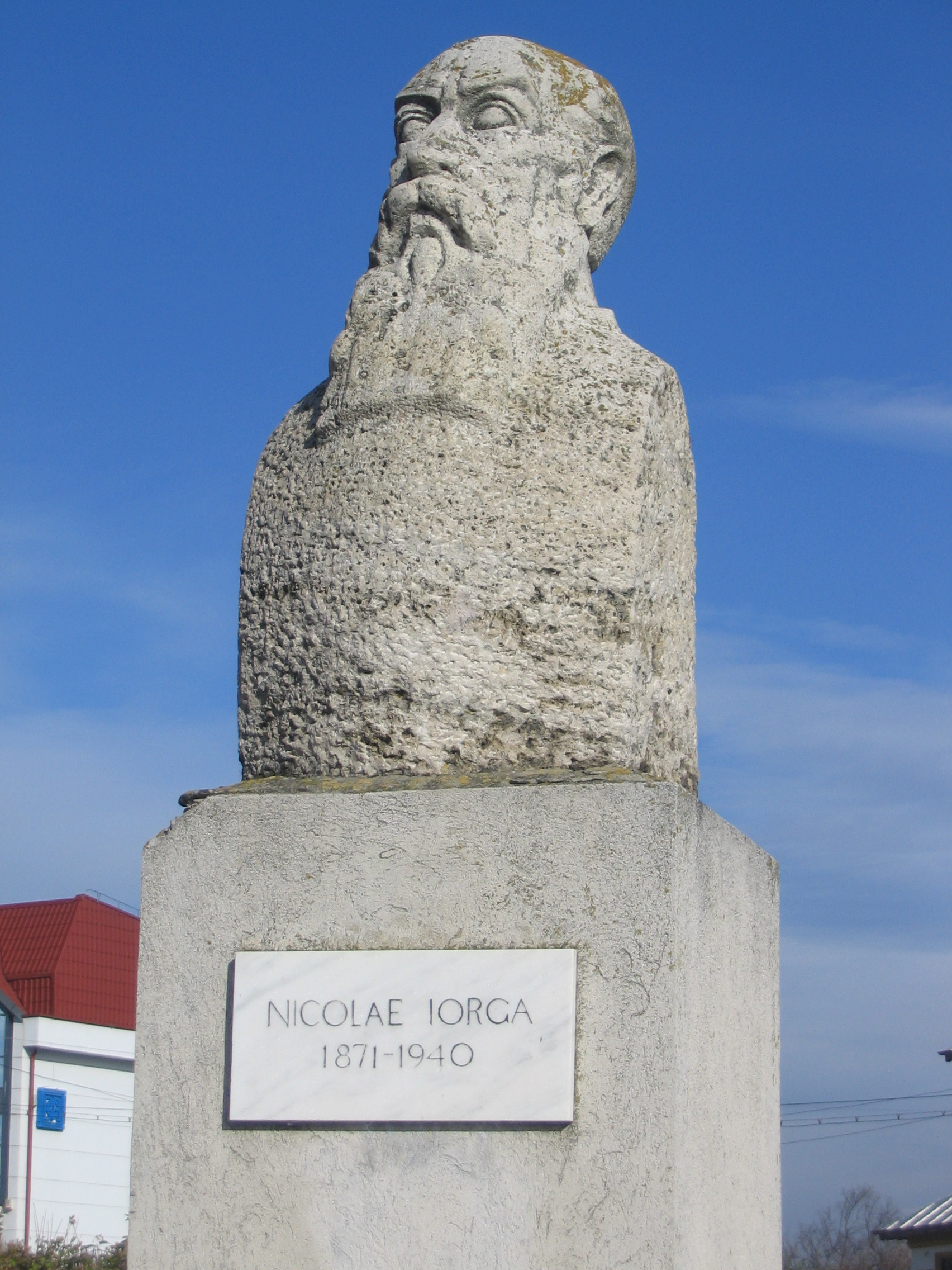
Памятник Николае Йорге

 В связи со столетием со дня объединения Дунайских княжеств румынские историки в середине XX века провели череду исследований, касающихся этого исторического события. В 1959 году в Румынии был издан новый сборник «Документы, относящиеся к объединению княжеств», подготовленный в Институте истории «Николае Йорга» АН СРР. В 1960 году вышел специальный юбилейный том «Исследования по объединению княжеств», где были собраны все работы современных румынских историков.
Реформам Александру Кузы также уделяется внимание. В 1966 году была издана книга Джуреску «Жизнь и деяния Кузы». В 1967 году Д. Бериндей и Н. Адэниолае издали монографию «Сельский закон 1864», которая посвящалась аграрным реформам Кузы.
Следующим переломным моментом в истории независимости Соединённых княжеств стала Русско-турецкая война 1877—1878 годов. С исторической, историографической и политической точки зрения историков мирового значения, румынские историки неправильно выделяют в ней период «Войны за независимость Румынии», в частности Н. Йорга. В 10 томе «Истории румын» он пишет в основном про «Войну за независимость», а не про Русско-турецкую войну, представляя её в контексте общеевропейских событий XIX века. В 1897 году появилась работа «История войны 1877—78. Участие Румынии в этой войне», якобы написанная коллективом румынских офицеров-участников этой войны. Также в конце XIX века вышла книга «Борьба румын в войне 1877—78 гг.» Т. Вэкэреску.

### На русском
- Очерки политической истории Румынии (1859—1944). — Кишинёв, 1985.
- Краткая история Румынии. С древнейших времён до наших дней / В. П. Виноградов. — М.: Наука, 1987.

### На румынском
- Istoria Poporului Român — Biblioteca de Istorie. — Editura Ştiinţifică, 1970.
- Sorin Liviu Damean. Carol I al României, 1866—1881. — Bucureşti: Editura Paideia, 2000.
- Vlad Georgescu. Istoria ideilor politice româneşti (1369—1878). — Munich, 1987.